# Igrejas Rupestres de Ivanovo
As Igrejas Rupestres de Ivanovo (em búlgaro:  Ивановски скални църкви, Ivanovski skalni tsarkvi) são um grupo de igrejas monolíticas, capelas e monastérios rupestres de rocha sólida e completamente diferente de outros complexos monásticos na Bulgária, localizado próximo à cidade de Ivanovo, a 20 quilômetros ao Sul de Rousse, nos bancos rochosos de Rusenski Lom, 32 metros acima do rio. O complexo é famoso por seus belos e bem preservados afrescos.
As cavernas da região foram habitadas por monges desde os anos 1220, quando foram encontradas pelo futuro Patriarca da Bulgária, Joaquim, até o século XVII, onde as células rupestres, capelas e igrejas eram feitas de rocha sólida. No cume do complexo monástico, o número de igrejas era de cerca de 40, enquanto que em outras regiões chegam a um número próximo de 300, sendo a maioria não preservada hoje.
Os governantes do Segundo Império Búlgaro, como João Alexandre e João Asen II frequentemente faziam doações ao complexo, como pode ser evidenciado pelas pinturas em algumas igrejas. Outros patornos incluíam nobres da capital Tarnovo e da cidade medieval mais próxima de Cherven, com a qual o monastério tinha fortes laços nos séculos XIII e XIV. Era o centro do hesicasmo em terras búlgaras no século XIV e continuou a existir no começo do Império Otomano quando este governava a região, mas foi sumindo gradativamente.
O complexo monástico é muito famoso graças a seus afrescos dos séculos XIII e XIV, preservador em 5 igrejas, sendo considerados exemplos maravilhosos de arte medieval búlgara. As rochas usadas pelos monges incluem a Capela do Arcanjo Miguel, o Batistério, a Capela Gospoved Dol, a Igreja de São Teodoro e a igreja principal. Muitas inscrições seculares também foram preservadas nos monastérios, incluindo as famosas inscrições do monge Ivo Gramatik que datam entre 1308 e 1309.
As igrejas rupestres de Ivanovo foram adicionadas à lista de Patrimônio Mundial da UNESCO em 1979.

## Galeria

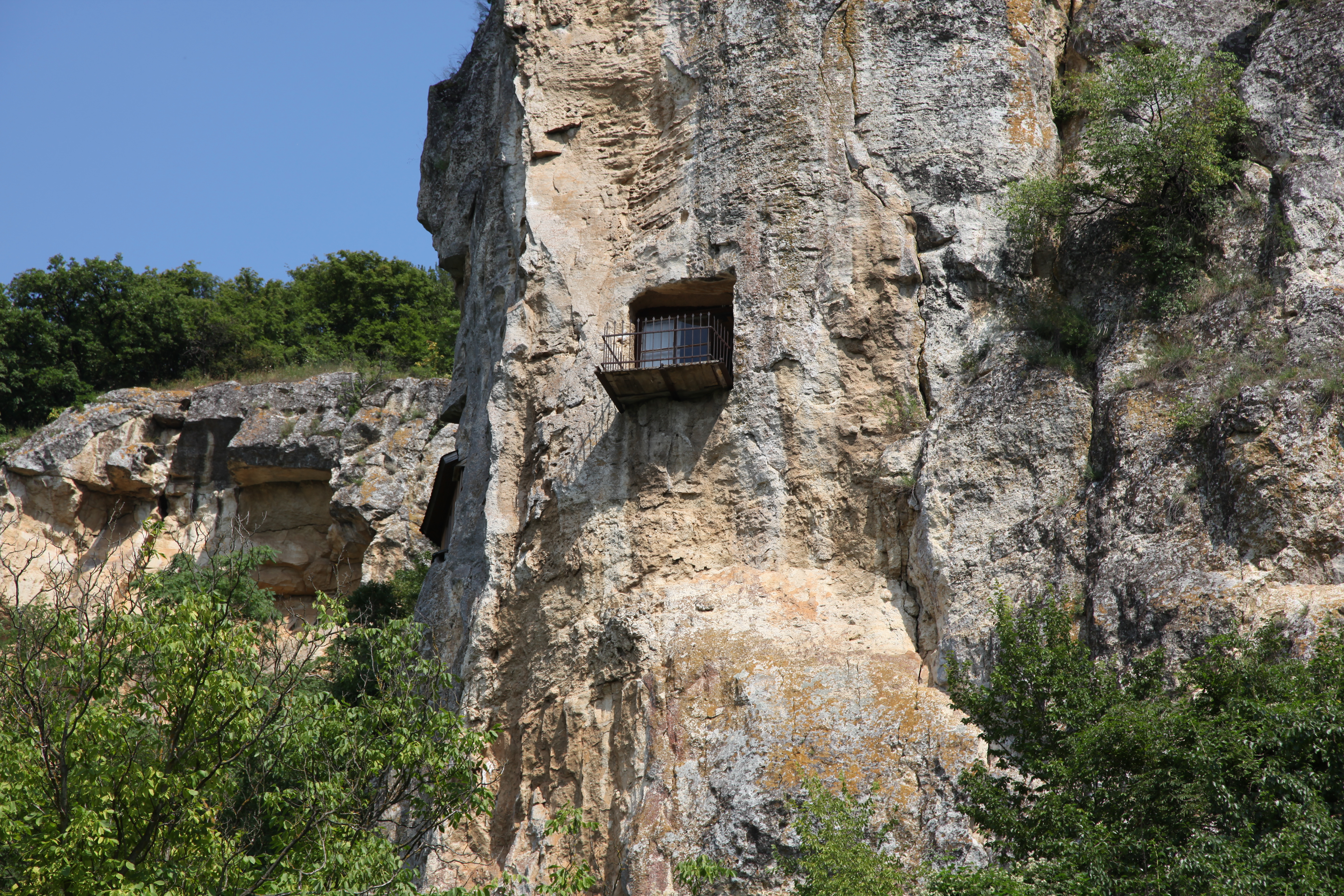
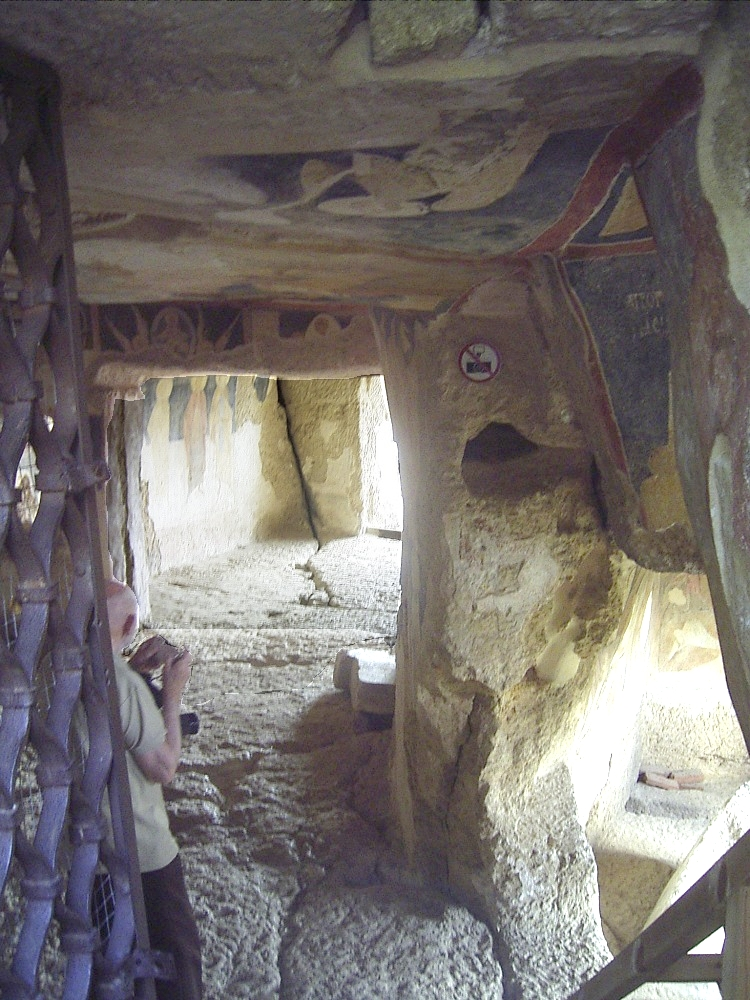
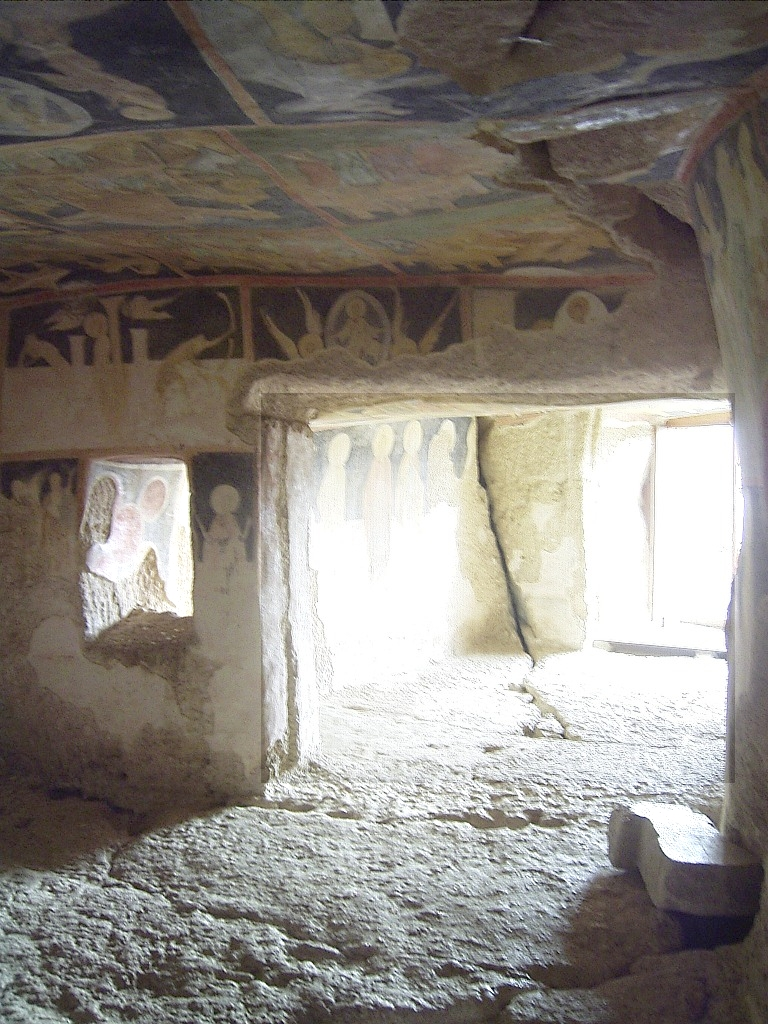
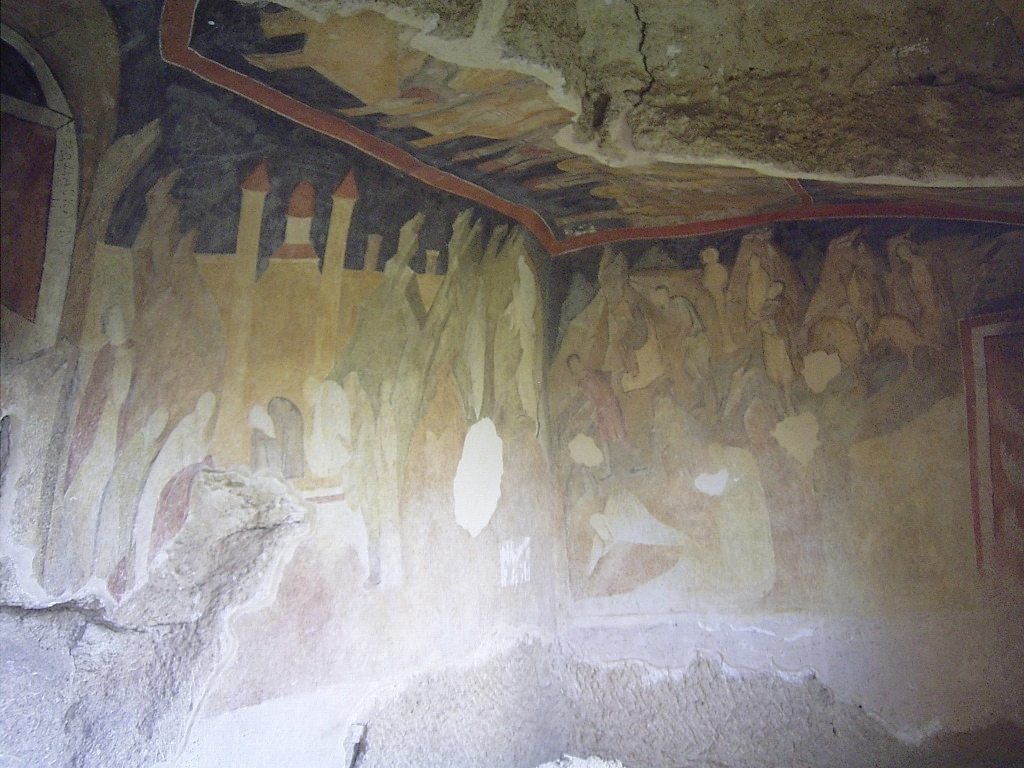
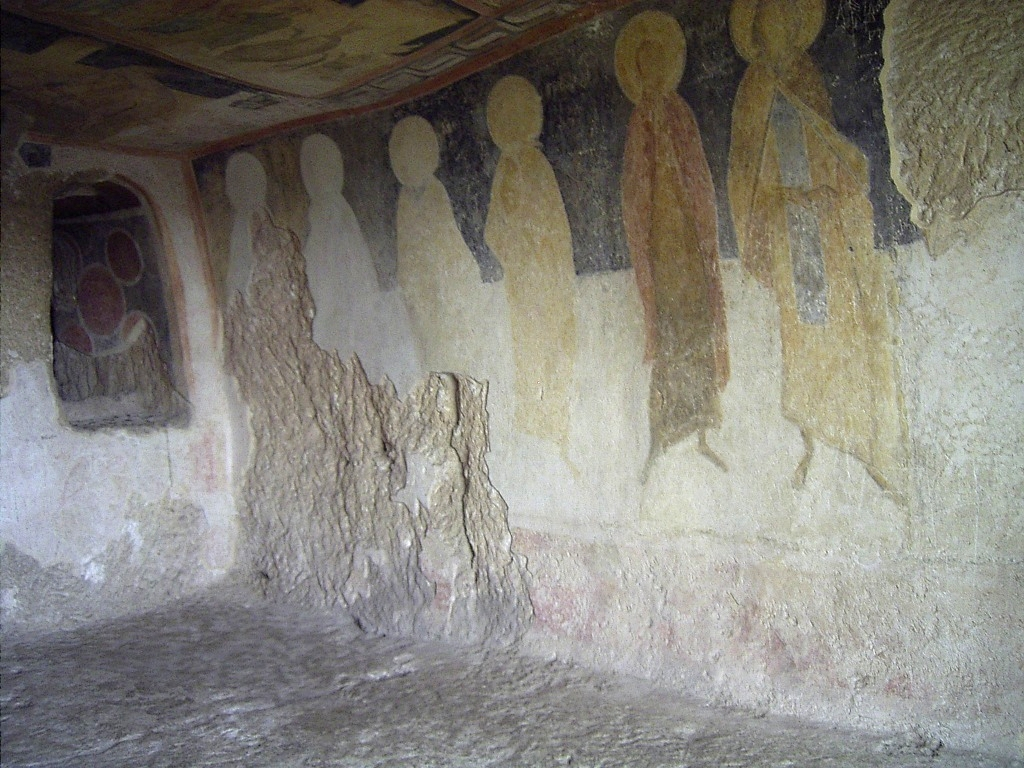
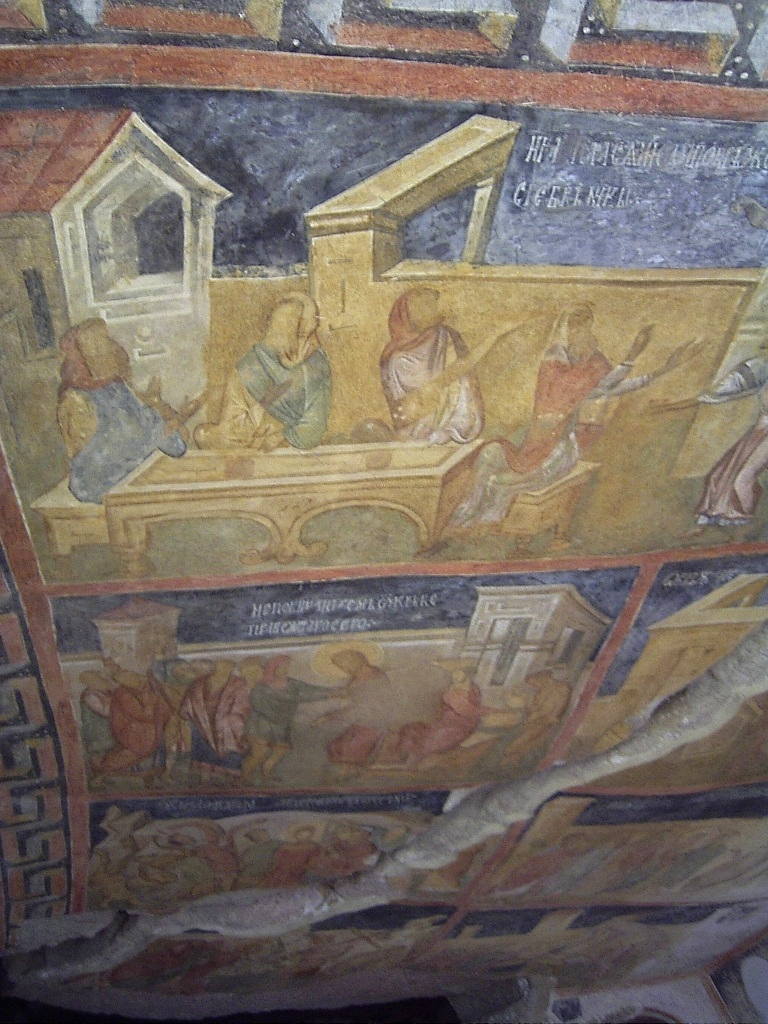
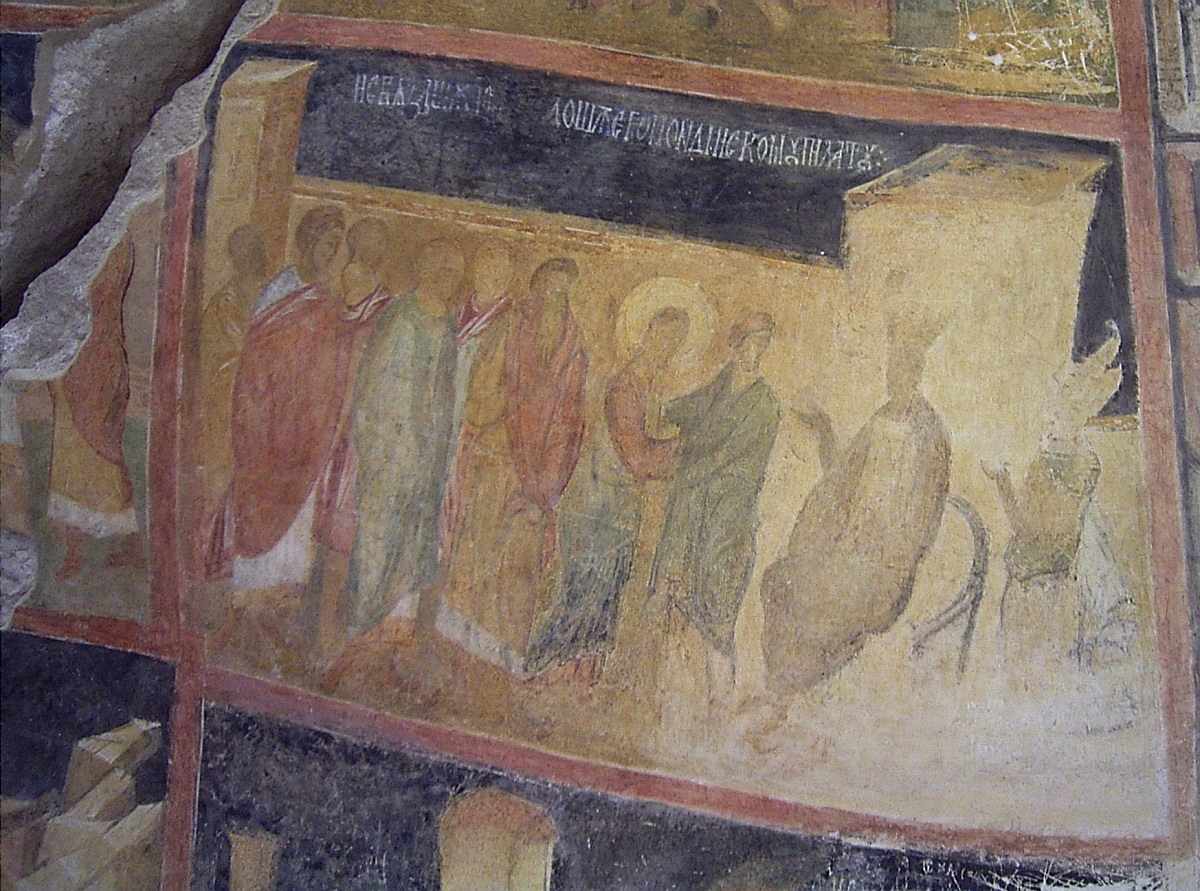